# Федеральна служба фінансового нагляду Німеччини
Федеральна служба фінансового нагляду Німеччини (нім. Bundesanstalt für Finanzdienstleistungsaufsicht), більш відоме за абревіатурою BaFin, є органом фінансового регулювання в Німеччині. Це незалежна федеральна установа зі штаб-квартирами у Бонні та Франкфурті-на-Майні, яка підпорядковується Федеральному міністерству фінансів. BaFin здійснює нагляд за близько 2 700 банками, 800 фінансовими установами та понад 700 страховими компаніями.

## Історія
BaFin було створено 1 травня 2002 року з прийняттям 22 квітня 2002 року Закону про фінансові послуги та інтеграцію (нім. Gesetz über die integrierte Finanzaufsicht (FinDAG)). Метою цього закону було створення єдиного інтегрованого фінансового регулятора, який охоплював би всі фінансові ринки. BaFin був створений шляхом злиття трьох наглядових органів: Федерального управління банківського нагляду (нім. Bundesaufsichtsamt für das Kreditwesen (BAKred)), Федерального управління нагляду за торгівлею цінними паперами (нім. Bundesaufsichtsamt für den Wertpapierhandel (BAWe)) та Федерального управління нагляду за страхуванням (нім. Bundesaufsichtsamt für das Versicherungswesen (BAV)).
Це означало єдиний національний нагляд за банками, кредитними установами, страховими компаніями, компаніями з надання фінансових послуг, брокерами та фондовими біржами. Ця модель була розроблена для забезпечення прозорості та керованості, а також для того, щоб упевнитися, що вся фінансова діяльність регулюється.
У 2003 році зміни до Закону про банки (KWG) надали BaFin додаткову відповідальність за моніторинг кредитоспроможності фінансових установ та збір детальної інформації від цих установ. Метою було посилення захисту прав споживачів та репутації фінансової системи. Тут він розділяє відповідальність з Бундесбанком. Станом на 2015 рік BaFin перебуває в перехідному періоді, після того, як основні обов'язки з банківського нагляду перейшли до компетенції Європейського центрального банку в листопаді 2014 року.
19 вересня 2008 року, у відповідь на загрози світової фінансової кризи та після заходів, вжитих Сполученими Штатами, BaFin заборонив короткі продажі на одинадцяти німецьких фінансових акціях. Це були Aareal Bank, Allianz, AMB Generali, Commerzbank, Deutsche Bank, Deutsche Börse, Deutsche Postbank, Hannover Re, Hypo Real Estate, MLP AG та Munich Re. Термін дії заборони закінчився 31 січня 2010 року і на той час не був продовжений.
19 травня 2010 року, у відповідь на європейську кризу суверенного боргу 2010 року, BaFin заборонив голі короткі продажі кредитно-дефолтних свопів на державні облігації єврозони до 31 березня 2011 року. У той же час було повторно введено заборону на відкриті короткі продажі для попередніх 10 банків та страхових компаній.
У 2019 році Бафін заборонив короткі продажі у відповідь на звинувачення в бухгалтерському шахрайстві в Wirecard. Оскільки звинувачення виявилися правдивими, через рік сам BaFin потрапив під перевірку.
У листопаді 2020 року Європейське управління з цінних паперів та ринків (ESMA) опублікувало результати свого огляду, в якому оцінило події, що призвели до краху Wirecard AG, та наглядову реакцію BaFin. У цьому огляді визначено низку недоліків, неефективності та правових і процедурних перешкод, що стосуються наступних сфер: незалежність BaFin від емітентів та уряду; моніторинг ринку як з боку BaFin, так і з боку Комісії з нагляду за дотриманням законодавства про фінансову звітність (FREP); процедури перевірок FREP; ефективність системи нагляду у сфері фінансової звітності.
У квітні 2021 року німецька прокуратура у Франкфурті оголосила про відкриття кримінального розслідування щодо нагляду BaFin за Wirecard.
У травні 2022 року Федеральне міністерство фінансів надало BaFin більше свободи та незалежності у проведенні своєї роботи. Згідно з новими принципами співпраці між двома органами влади, BaFin має інформувати міністерство лише в критичних випадках, наприклад, коли йдеться про велику корпорацію або якщо є вплив на стабільність фінансових ринків.